# Phyllophaga puberula
Phyllophaga puberula är en skalbaggsart som beskrevs av Jacquelin Du Val 1856. Phyllophaga puberula ingår i släktet Phyllophaga och familjen Melolonthidae. Inga underarter finns listade i Catalogue of Life.